# Belinho
Belinho ist ein Ort und eine ehemalige Gemeinde (Freguesia) im Norden Portugals.
Belinho gehört zum Kreis Esposende im Distrikt Braga. Die Gemeinde hatte eine Fläche von 6,6 km² und 2009 Einwohner (Stand 30. Juni 2011).
Am 29. September 2013 wurden die Gemeinden Belinho und Mar zur neuen Gemeinde União das Freguesias de Belinho e Mar zusammengeschlossen. Belinho ist Sitz dieser neu gebildeten Gemeinde.